# David Borrelli
Pour les articles homonymes, voir Borrelli.
David Borrelli, né le 28 avril 1971 à Trévise, est un homme politique italien. Député européen de 2014 à 2019, il est membre du Mouvement 5 étoiles jusqu'en février 2018.

## Biographie
David Borrelli fait des études de commerce. Il travaille dans l'industrie et la restauration en Argentine avant de se spécialiser dans l'informatique. David Borrelli est élu député européen le 25 mai 2014 et devient co-président du groupe Europe de la liberté et de la démocratie directe (ELDD) le 24 juin 2014. Partisan d'un rapprochement des députés du M5S avec le groupe ADLE en janvier 2017, David Borrelli perd le 16 janvier 2017 le titre de co-président du groupe ELDD.
Le 13 février 2018, il quitte le Mouvement 5 étoiles ainsi que le groupe parlementaire européen ELDD, selon lui pour des « raisons de santé »,.